# صوفیان (صومای برادوست)
صوفیان، روستایی است از توابع بخش صومای برادوست و در شهرستان ارومیه استان آذربایجان غربی ایران.

## جمعیت
این روستا در دهستان صومای جنوبی قرار داشته و بر اساس سرشماری سال ۱۳۸۵ جمعیت آن ۷۳۲ نفر (۱۱۲ خانوار)
بوده است.